# Prioniturus mindorensis
Il pappagallo coda a racchetta di Mindoro (Prioniturus mindorensis Steere, 1890) è un uccello della famiglia degli Psittaculidi, endemico delle Filippine.